# Iris strigosa
Iris strigosa är en bönsyrseart som beskrevs av Stoll 1813. Iris strigosa ingår i släktet Iris och familjen Tarachodidae. Inga underarter finns listade i Catalogue of Life.